# Ле Пера, Альфредо
Альфре́до Ле Пе́ра (7 июня 1900, Сан-Паулу — 24 июня 1935) — аргентинский поэт-песенник, лирик, сценарист, журналист и драматург, один из видных творцов аргентинского танго. Известен плодотворным сотрудничеством с певцом танго Карлосом Гарделем.

## Биография
Сын итальянских иммигрантов, которые отправились в Аргентину за лучшей жизнью в начале XX века.
В начале своей карьеры работал журналистом и театральным критиком в нескольких аргентинских журналах. В конце 1928 года Ле Пера посетил Соединенные Штаты и Европу. По возвращении работал в кинематографической компании United Artists в качестве сценариста. В это время написал своё первое танго «Carillón de la Merced», премьера которого состоялась в театре Виктория в Сантьяго-де-Чили и в Буэнос-Айресе.
Позже — сотрудник Paramount Pictures, жил в Париже. В 1932 году, работая на студии, познакомился с Карлосом Гарделем. В то время Paramount Pictures искала способы повышения международной популярности Гарделя. С этих пор началось сотрудничество Гарделя с Альфредо Ле Перой — автором текстов песен и сценаристом его последних фильмов. А. Ле Пера стал автором сценариев всех фильмов, в которых снимался Гардель, в том числе «Melodía de arrabal» (1933), «Cuesta abajo» (1934), «El tango en Broadway» (1934), «El día que me quieras» (1935) и «Танго-бар» (1935), а также стихов «танго криольо», исполненных Гарделем в этих фильмах. Созданные им лирические стихи танго стали классикой этого жанра в испаноязычном мире.
24 июня 1935 года самолёт, на котором А. Ле Пера и Гардель в конце рекламного тура вылетали из аэропорта в Медельине (Колумбия), столкнулся на взлётно-посадочной полосе с другим самолётом колумбийско-германской фирмы SCATDA. Все пассажиры погибли в авиакатастрофе.
Внёс большой вклад в повышение уровня литературного качества лирики танго, соблюдая при этом популярный характер музыкальной формы.

## Избранные произведения
Известно более 50 текстов песен Альфредо Ле Пера.
- Amargura (танго)
- Amores de estudiante (вальс)
- Apure, delantero buey (песня)
- Arrabal amargo (танго)
- Caminito soleado (песня)
- Cheating muchachita (танго)
- Criollita, deci que si (песня)
- Cuesta abajo (танго)
- El día que me quieras (песня)
- Golondrinas (танго)
- Guitarra, guitarra mía (эстило)
- La criolla (песня)
- La vida en un trago (танго)
- Lejana tierra mia (песня)
- Los panchos en Buenos Aires
- Melodia de arrabal (танго)
- Mi Buenos Aires querido (танго)
- Olvido (эстило)
- Por tu boca roja (танго)
- Por una cabeza (танго)[2]
- Quiéreme (песня)
- Recuerdo malevo (танго)
- Rubias de New York (фокстрот)
- Soledad (танго)
- Suerte negra (вальс)
- Sus ojos se cerraron (танго)
- Viejos tiempos (танго)
- Volver (танго)
- Volvió una noche (танго)